# Bantarbolang (plaats)
Bantarbolang is een bestuurslaag in het regentschap Pemalang van de provincie Midden-Java, Indonesië. Bantarbolang telt 12.292 inwoners (volkstelling 2010).